# Repubblica di Rocca di Papa
La Repubblica di Rocca di Papa è stata un governo costituito nel 1855 da alcuni rivoltosi nella località di Rocca di Papa, in provincia di Roma, all'epoca nello Stato Pontificio. Non è chiaro quanto a lungo sia durata la rivolta repubblicana, sebbene le fonti siano concordi sulla brevità della rivolta (da un giorno ad alcuni mesi). La lapide inaugurata in piazza Giuseppe Garibaldi nel 1955, nel centesimo anniversario di quell'evento, riferisce che la sollevazione popolare ebbe durata di sei giorni.

## Vicende
Il 30 aprile 1855 i cittadini di Rocca di Papa, stanchi della dominazione dello Stato Pontificio e della famiglia Colonna, insorsero e sancirono la nascita della Repubblica di Rocca di Papa. Data la situazione abbastanza tesa di quei tempi, la notizia non rimase sconosciuta, raggiungendo anche i paesi esteri; ad esempio, in quei tempi alloggiava in Rocca di Papa l'allora ministro dei Paesi Bassi, il conte Liedekerke de Beaufort, che il 31 maggio 1855 scrisse che "La proclamazione della Repubblica di Rocca di Papa è un avvenimento politico di grande rilevanza". Parlarono dell'avvenimento la scrittrice George Sand ed il poeta romano Gioacchino Belli, che come molti letterati e personaggi di rilievo dell'epoca solevano "villeggiare" a Rocca di Papa, grazie al clima favorevole e alla posizione decentrata rispetto a Roma.
Dal 1955 è esposta una targa nella centrale Piazza Garibaldi, a memoria del fatto compiuto. L'inaugurazione avvenne nell'occasione del centenario dalla proclamazione della Repubblica Italiana.

### Le testimonianze
- Sulla Gazzetta del Popolo, importante giornale italiano, comparve un articolo nella sezione politica:

Gioacchino Belli, uno tra i più importanti poeti romani, che non mancava di riservare contro determinate azioni di popolo e di governo critiche aspre ed offensive, trattò la vicenda in questo modo: